# Cyclosa triquetra
Cyclosa triquetra là một loài nhện trong họ Araneidae.
Loài này thuộc chi Cyclosa. Cyclosa triquetra được Eugène Simon miêu tả năm 1895.